# Acioa eketensis
Espèce
Statut de conservation UICN

 CR A1c, B1+2c : 
En danger critique
Acioa eketensis est une espèce d'arbre appartenant à la famille des Chrysobalanaceae originaire du Sud-Ouest du Nigeria.

## Répartition
Comme Acioa dichotoma, Acioa eketensis est endémique aux forêts côtières de la région de Eket au Sud-Ouest du Nigeria.
Les deux espèces sont probablement disparues du fait de la destruction de l'habitat par l'exploitation pétrolière.